# Aucklandralle
Die Aucklandralle (Lewinia muelleri) ist eine auf zwei der Auckland Islands endemische neuseeländische Vogelart aus der Familie der Rallenvögel (Rallidae).

## Merkmale
Die Aucklandralle ist ein kleiner, nahezu flugunfähiger Vogel. Die Art ist kleiner als die Krickralle.
Der Rücken ist nussbraun, die Brust grau. Die Seiten sind schwarz-weiß gestreift, der Kopf rotbraun. Der Schnabel ist rot. Über die Flugfähigkeit des Vogels gibt es widersprüchliche Berichte. Während frühere Quellen davon ausgehen, dass er fliegen kann, fanden neuere Untersuchungen wenig Anhalt dafür. Wenn die Vögel überhaupt fliegen können, tun sie dies nur sehr selten.

## Vorkommen
Die Art ist auf den Auckland Islands 460 km südlich von Neuseeland endemisch. Heute sind Vorkommen nur von den Inseln Adams Island und Disappointment Island bekannt. Auf den zwischen diesen Inseln und dem Lebensraum ihres nächsten Verwandten, der australischen Krickralle, liegenden neuseeländischen Hauptinseln kommt sie nicht vor.
Die Aucklandralle ist sehr scheu und wurde bis zu ihrer Wiederentdeckung lange für ausgestorben gehalten. Die insgesamt etwa 2000 Tiere umfassende Population auf den beiden Inseln gilt als stabil. Man nimmt an, dass sie auch auf den Hauptinseln der Auckland Islands vorkam, dort aber durch verwilderte Katzen und Schweine ausgerottet wurde. Es besteht daher Hoffnung, sie dort nach der Ausrottung der eingeschleppten Tiere wieder ansiedeln zu können.
Die Art wird von der IUCN und BirdLife International wegen der Möglichkeit, dass Ratten oder andere Räuber die verbleibenden zwei Inseln des Lebensraumes erreichen könnten, als "vulnerable D2" eingestuft.

## Lebensweise
Die Aucklandralle hat eine Anzahl verschiedener Rufe, der häufigste davon ist ein crex-Ruf, der in Abständen von einer Sekunde zehnmal oder häufiger wiederholt wird.
Von der Brutbiologie der Ralle ist wenig bekannt. Die wenigen gefundenen Nester bestanden aus zwei Eiern und werden möglicherweise im frühen November gelegt. Die Eier sind cremefarben mit roten, braunen und grauen Flecken.

## Weblink
- Lewinia muelleri in der Roten Liste gefährdeter Arten der IUCN 2013.2. Eingestellt von: BirdLife International, 2012. Abgerufen am 6. Februar  2014.